# 東京地方
東京地方（とうきょうちほう）は、気象庁が天気予報や注意報・警報を発表する区域（一次細分区域）のひとつで、東京都が所管する地域のうち、島嶼部（伊豆諸島及び小笠原諸島）を除いた本州側の全域を指す。いわゆる東京都区部と多摩地域からなる。
一次細分区域は府県予報区の下のカテゴリで、一次細分区域の「東京地方」は府県予報区の「東京都」（島嶼部を含む）の下位にあたる。

## その他の用法
一般名詞として、○○という都市や地域とその周辺のことを「○○地方」と呼ぶことがある。その意味での「東京地方」の範囲はおおむね文脈や語り手による。